# Belonanthus theodorici
Belonanthus theodorici là một loài thực vật có hoa trong họ Kim ngân. Loài này được Weberling mô tả khoa học đầu tiên năm 2003.